# Vacaria
Vacaria est une municipalité du Nord-Est de l'État du Rio Grande do Sul faisant partie de la microrégion de Vacaria  et située à 237 km au nord de Porto Alegre, capitale de l'État. Elle se situe à une latitude de 28° 30′ 44″ sud et à une longitude de 50° 56′ 02″ ouest, à une altitude de 962 mètres. Sa population était estimée à 59 938, pour une superficie de 2 124 km2. On y accède par la BR-116 et la BR-285. Elle est séparée de l'État de Santa Catarina par le rio Pelotas.

## Histoire
Vacaria, en espagnol Vaquería, était le nom donné aux grandes étendues de pâturages naturels où les missionnaires jésuites des Sept communautés des Missions (pt:Sete Povos das Missões) laissaient paître et croître leur bétail en toute liberté. Plus tard, le territoire de l'actuelle municipalité servît de passage pour les conducteurs de troupeaux qui allaient vers le centre du pays. C'est à ce moment que commença à se peupler le lieu, dénommé alors Sertão de Vacaria.
Vacaria se caractérise pour être une des plus anciennes communes de l'État, fondée deux ans après l'arrivée des premiers habitants de la Province de São Pedro do Rio Grande do Sul. Elle est considérée comme la porte historique de l'entrée dans l'État.
Cette municipalité a connu un fait administratif étrange : elle a été émancipée deux fois. Le 22 octobre 1850, par la Loi no 185, pour la première. Ensuite, elle fut intégrée au territoire de la commune de Lagoa Vermelha. Le 26 novembre 1857, la nouvelle localité fut dissoute et son territoire fut annexé à la municipalité de Santo Antônio da Patrulha. Elle retourna plus tard à Lagoa Vermelha avant d'être, par la loi no 1 115 du 1er avril 1878, réinstallée définitivement comme municipalité.

## Économie
Vacaria est responsable de 22 % de la récolte nationale de pommes. C'est le plus important producteur de ce fruit de l'État, sa principale richesse économique.
La seconde source de revenus vient du transport de charges, avec la seconde plus importante concentration de camions du Rio Grande do Sul, 2 300 véhicules répartis dans les entreprises de fret routier.
Vacaria produit aussi des céréales, des fruits sylvestres, du bois, des fleurs pour l'exportation et du bétail.

## Villes voisines
- Bom Jesus
- Monte Alegre dos Campos
- Caxias do Sul
- Campestre da Serra
- Muitos Capões
- Esmeralda